# Cornelia Klier
Cornelia Klier, född den 19 mars 1957 i Dorfilm i Tyskland, är en östtysk roddare.
Hon tog OS-guld i tvåa utan styrman i samband med de olympiska roddtävlingarna 1980 i Moskva.